# Gand-Wevelgem 1967
 (novembre 2021).
La 29e édition de Gand-Wevelgem a eu lieu le 29 mars 1967. La course est remportée par le Belge Eddy Merckx (équipe Peugeot-BP-Michelin) qui parcourt les 242 kilomètres en 6 h 9 min 0 s.

## Déroulement de la course
Eddy Merckx accélère dans l'ascension du Mont Kemmel mais il est rattrapé par Willy Planckaert. Le duo de tête est toutefois repris par six hommes parmi lesquels figurent Herman Van Springel et Jan Janssen. C'est donc un groupe de huit coureurs qui se présente à l'arrivée à Wevelgem. Merckx, tout en puissance, lance le sprint de loin et gagne malgré le retour de Jan Janssen.

## Classement final
| Place | Coureur             | Équipe                          | Temps           |
| ----- | ------------------- | ------------------------------- | --------------- |
| 1     | Eddy Merckx         | Peugeot-BP-Michelin             | 6 h 09 min 00 s |
| 2     | Jan Janssen         | Pelforth-Sauvage-Lejeune        | m.t.            |
| 3     | Edward Sels         | Flandria-De Clerck              | m.t.            |
| 4     | Joseph Huysmans     | Dr. Mann-Grundig                | m.t.            |
| 5     | Herman Van Springel | Dr. Mann-Grundig                | m.t.            |
| 6     | Noël Fore           | Goldor-Gerka                    | m.t.            |
| 7     | Willy Planckaert    | Romeo-Smith's                   | m.t.            |
| 8     | Jacques De Boever   | Romeo-Smith's                   | m.t.            |
| 9     | Frans Melckenbeeck  | Groene Leeuw-Pull Over Centrale | à 5 s           |
| 10    | Arthur Decabooter   | Groene Leeuw-Pull Over Centrale | m.t.            |